# Steenberg (Bambrugge)

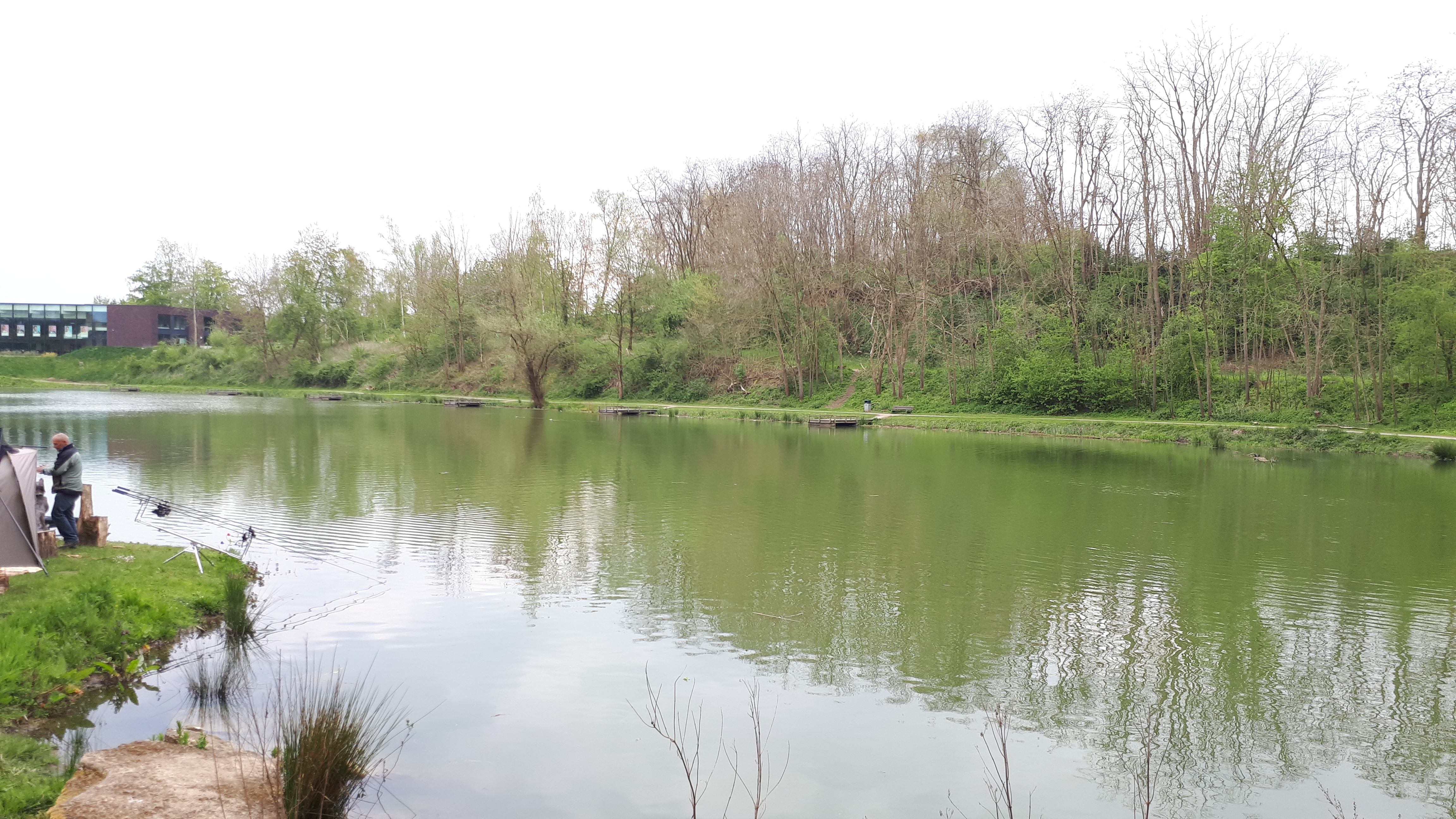
De vijver van Steenberg

Steenberg is een heuvel, een voormalige zandsteengroeve, pretpark, en het huidige gemeentelijk administratief centrum van de Belgische gemeente Erpe-Mere. Het is het hoogste punt van Bambrugge, op de oostelijke grens met de deelgemeenten Ottergem en Mere.

## Geologie
De site werd gevormd in het Lutetiaan, een etage van het Eoceen, ongeveer 44 miljoen jaar geleden, door de afzetting van zandhoudende lagen, samen met calcium afkomstig van zeedierskeletten. Als artefact werden in deze mariene sedimenten tot in de jaren 1960 veel haaientanden en nummulieten gevonden.
In het kwartair werden deze lichtgrijze fossielrijke zand- en zandsteenlagen bedekt door een laag zandleem – de 50 m hoogtelijn die langsheen de Oudenaardse Steenweg loopt vormt het begin van de zandleemstreek. Hierdoor is de Broekkouter, het Everdal en Egem zandiger en is de Dries en de Lindekouter lemiger.

## Ontginning
In 1909-1910 werd er bij de heraanleg van de spoorlijn Burst-Aalst ter hoogte van de Dibboutskouter ontdekt dat er zandsteen te ontginnen was. Hierna verwierven de families Van Impe (Mere), Valcke (Ledeberg) en Honoré De Winter (Bambrugge) eigenaarsrechten op de gronden. Van 1919 tot 1926 was de Carrières de Gobertange eigenaar van de groeve. In die periode kwamen veel Waalse steenkappers in de groeve werken. Ze woonden in een barak bij de groeve of bij gezinnen in Mere. Er werkten tot 150 arbeiders, waarvan een 60-tal steenkappers. 
Er was heel wat grondverzet nodig. Nadat 60 cm akkergrond, 5 tot 6 m leemgrond en 10 tot 70 cm klei werd verwijderd, werd vervolgens het zand afgegraven, waarna de steenaders werden geëxploiteerd. Er werden platen getrokken van 50 cm dik en 5 tot 7 m lang. Vervolgens werden de stenen met staalkabels doorgezaagd. De zandsteenlagen zaten 8 tot 15 m diep, gescheiden door 4 tot 5 m scherpe zavel.
De ontginning gebeurde met een verplaatsbaar smalspoor in kleine wagonnetjes, die met de hand werden voortgeduwd. Bij fysieke proeven werd vastgesteld dat de steen tot de duurzaamste zandsteen behoort met een slijtage van ongeveer 1 mm per 100 jaar. Er werden hardere (Witte Vlaamse arduin) en zachtere varianten (Balegemse zandsteen) gevonden, die respectievelijk werden gebruikt voor wegen en gebouwen. Na 1926 werd de productie verminderd omdat de oorlogsschade hersteld was, er minder vraag was en de exploitatie moeizamer verliep.
Andere ontginningen van dezelfde geologische lagen gebeurden vooral in Balegem, maar ook in Vlierzele, Zonnegem, Lede, Hofstade en Mere. Balegemse steen werd van de 10e tot de 16e eeuw veel gebruikt om kerken overal in Vlaanderen te bouwen.

## Gebruik van de steen
De kalkzandsteen werd veel gebruikt voor verschillende bouwwerken omdat hij relatief gemakkelijk te bewerken was. De zandsteen werd reeds in de Romeinse tijd gebruikt. Het toponiem Steenberch werd beschreven in het landboek van 1600. De Bambrugse kapel (het vroegere gebedshuis op de plaats van de huidige kerk) werd in 1629 met plaatselijke zandsteen hersteld. De plaatselijke steen werd veel gebruikt voor voetpaden, hoekstenen, dorpels, putdeksels en deurportalen. Hierbij werd eerst de noordoostelijke kant blootgelegd door bodemerosie van de deklagen naar de Molenbeek.
De kalkzandsteen bevat 50-70% calciet (kalkspaat of calciumcarbonaat) en verder kwarts en holten van opgeloste schelpen, waardoor het minder weerstand heeft dan de blauwe steen (arduin) die 96% calciet bevat. Hij mag niet worden verward met Doornikse steen, een andere kalksteen die stamt uit het Carboon.
Het zand- en de kalkzandsteen (Lediaanse steen, Lediaan zand, zand van Lede) van Steenberg werd in de 20e eeuw intensief gebruikt om gekende gebouwen te bouwen of te restaureren zoals de kerk van Roeselare, het Sint-Pietersstation te Gent (1911-1913), de Ontvangerij van de Post in Gent, het seminarie te Gent, de Sint-Michielskerk te Gent, de Stadspomp van Lokeren, het Kasteel van Zoutleeuw, het gerechtshof van Oudenaarde en de herstelling (na de Eerste Wereldoorlog) van gebouwen in Delft, Middelburg en Bergen-op-Zoom.

## Na de ontginning
Op zondag 15 juli 1934 werd er een openluchttoneel gespeeld "Lamme" door 't Volkstoneel, waaronder de acteur Staf Verbruggen, als een groot lokaal evenement van de jonge Davidsfondsafdeling die werd gesticht in 1930. Van 1934 tot 1942 werden er 11-julivieringen georganiseerd.
Tot 1940 werd nog op kleine schaal zand gewonnen. In 1952 kocht de firma Sogetra (Brussel) de groeve voor de aanleg van de autosnelweg Brussel-Oostende. In 1963 werd Podevijn eigenaar die er in de jaren 1960-1975 er een pretpark "Sunvalley", met feestzaal, café, roei- en visvijver en zwembad uitbaatte.
In de jaren 1980 werd er het nieuwe gemeentehuis van Erpe-Mere gebouwd, samen met een sporthal, speelvelden en een park. Van 2002 tot 2015 werd er jaarlijks de Steenbergcross gehouden.